# Зефельд (Баварія)
Зефельд (нім. Seefeld) — громада в Німеччині, розташована в землі Баварія. Підпорядковується адміністративному округу Верхня Баварія. Входить до складу району Штарнберг.
Площа — 34,87 км2. Населення становить 7468 ос. (станом на 31 грудня 2020).